# Mélovin
Kostyantyn Mykolayovych Bocharov (en ucraniano: Костянти́н Микола́йович Бочаро́в; Odesa, 11 de abril de 1997), más conocido por su nombre artístico Mélovin (estilizado como MÉLOVIN; ucraniano: Ме́ловін), es un cantante y compositor ucraniano. Saltó a la fama por primera vez después de ganar la sexta temporada de X-Factor Ucrania.
Representó a Ucrania en el Festival de la Canción de Eurovisión 2018 en Lisboa, Portugal, con la canción Under the Ladder, finalizando en el decimoséptimo lugar, con 130 puntos.

## Primeros años
Sus padres son Mykola Bocharov y Valentyna Bocharova.
Se interesó por la música a una edad temprana, y cuando era niño organizaba y actuaba en conciertos en su escuela. Más tarde comenzó a asistir a una escuela de música, pero la dejó antes de graduarse. Posteriormente se matriculó en una escuela de teatro, de la que se graduó.

## Carrera

### 2015-2016: X-Factor Ucrania
Bocharov había hecho tres audiciones para X-Factor Ucrania, pero nunca llegó al programa televisado. Finalmente, pasó su audición para la sexta temporada del programa en 2015. Avanzó en la competencia y finalmente fue declarado ganador. Tras la finalización del programa, realizó una gira por Ucrania junto con los otros finalistas del programa. En 2016, lanzó su sencillo debut Ne odinokaya.